# Herb Susza
Herb Susza – jeden z symboli miasta Susz i gminy Susz w postaci herbu.

## Wygląd i symbolika

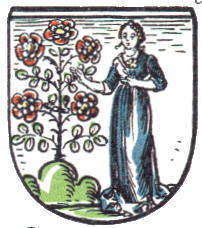
Dawny herb Susza (Rosenberg in Westpreussen)

Herb przedstawia na białej tarczy wizerunek św. Rozalii, złotowłosej panny, stojącej na trzech stylizowanych wzgórzach koloru zielonego, ubranej w niebieską długą suknię. Cała postać zwrócona jest lekko w lewą stronę. Palcem prawej ręki wskazuje na czerwoną różę, którą trzyma w lewej dłoni.
Jest to herb mówiący, nawiązujący do niemieckiej nazwy miasta (Rosenberg in Westpreußen – „różana góra”).